# Dilzon Luiz de Melo
Dilzon Luiz de Melo (Piumhi, 1 de julho de 1944) é um empresário rural e político brasileiro do estado de Minas Gerais.
Dilzon Melo foi prefeito de Varginha no período de 1983 a 1988. Foi deputado estadual em Minas Gerais, desde 1991. Esteve afastado da Assembleia no período de 2 de janeiro de 2007 a 27 de janeiro de 2010, período em que ocupou o cargo de Secretário de Estado de Desenvolvimetno Regional e Política Urbana.